# Discografia di CoCo
La discografia di CoCo, rapper e cantautore italiano, è costituita da quattro album in studio, un mixtape, due EP e trenta singoli (inclusi quelli come artista ospite), pubblicati dal 2012.

## Album in studio
| Anno | Titolo | Classifiche | Certificazioni |
| Anno | Titolo | ITA         | Certificazioni |
| ---- | --- | ----------- | -------------- |
| 2019 | Acquario - Pubblicato: 24 maggio 2019 - Etichetta: Island, Universal - Formati: CD, download digitale, streaming                   | 6           | - ITA: Oro     |
| 2020 | Floridiana - Pubblicato: 6 novembre 2020 - Etichetta: Island, Universal, BFM Music - Formati: CD, download digitale, LP, streaming | 10          |                |
| 2021 | Bromance (con Mecna) - Pubblicato: 22 ottobre 2021 - Etichetta: Virgin, Universal - Formati: CD, download digitale, LP, streaming  | 5           | - ITA: Oro     |
| 2024 | Mai più forse - Pubblicato: 8 novembre 2024 - Etichetta: Warner Music Italy - Formati: CD, download digitale, LP, streaming        | 14          |                |

## Mixtape
| Anno | Titolo |
| ---- | --- |
| 2016 | La vita giusta per me - Pubblicato: 28 aprile 2016 - Etichetta: Roccia Music - Formati: download digitale, streaming |

## Extended play
| Anno | Titolo |
| ---- | --- |
| 2012 | Doveva andare così EP (con Geeno) - Pubblicato: 1º ottobre 2012 - Etichetta: Poesia Cruda - Formati: download digitale, streaming                     |
| 2017 | Quanto ci costa essere noi (con D-Ross e Star-T-Uffo) - Pubblicato: 10 gennaio 2017 - Etichetta: Roccia Music - Formati: download digitale, streaming |

## Singoli

### Come artista principale
| Anno                                                         | Titolo                                | Classifiche | Certificazioni     | Album di provenienza  |
| Anno                                                         | Titolo                                | ITA         | Certificazioni     | Album di provenienza  |
| ------------------------------------------------------------ | ------------------------------------- | ----------- | ------------------ | --------------------- |
| 2015                                                         | Vivo per questo (feat. Luchè e Geeno) | —           |                    | La vita giusta per me |
| 2016                                                         | Perso con te                          | —           |                    | La vita giusta per me |
| 2016                                                         | Ora o mai più                         | —           |                    | La vita giusta per me |
| 2016                                                         | Lasciarsi andare (feat. Luchè)        | —           |                    | La vita giusta per me |
| 2019                                                         | Bugie diverse                         | —           | - ITA: Platino     | Acquario              |
| 2019                                                         | Dietro front                          | —           |                    | Acquario              |
| 2019                                                         | Non ho più amici (feat. Gemitaiz)     | —           |                    | Acquario              |
| 2020                                                         | Che ore sono                          | —           | /                  |                       |
| 2020                                                         | Sbagliare                             | —           | Floridiana         |                       |
| 2021                                                         | Topless (con Luchè e Geeno)           | 76          | - ITA: Oro         | /                     |
| 2021                                                         | Bromance (con Mecna)                  | 3           | - ITA: Oro         | Bromance              |
| 2021                                                         | La più bella (con Mecna)              | 16          | - ITA: Platino (2) | Bromance              |
| 2022                                                         | Tilt (con Mecna e Sangiovanni)        | —           |                    | Bromance              |
| 2022                                                         | Calendario (con Mecna)                | —           |                    | Bromance              |
| 2023                                                         | Qualcosa da bere (con Luchè e Geeno)  | —           | Mai più forse      |                       |
| 2023                                                         | 16 anni                               | —           | /                  |                       |
| 2024                                                         | Mai più forse                         | —           | Mai più forse      |                       |
| 2024                                                         | Kiss (feat. Luchè)                    | —           | Mai più forse      |                       |
| "—" indica una pubblicazione non classificata in quel paese. |                                       |             |                    |                       |

### Come artista ospite
| Anno                                                         | Titolo | Classifiche | Certificazioni | Album di provenienza |
| Anno                                                         | Titolo | ITA         | Certificazioni | Album di provenienza |
| ------------------------------------------------------------ | --- | ----------- | -------------- | -------------------- |
| 2017                                                         | Savana (Remi feat. CoCo) | —           |                | /                    |
| 2018                                                         | SWAG (Remi feat. CoCo) | —           |                | /                    |
| 2018                                                         | Tu ed io (Mecna feat. CoCo) | —           | Blue Karaoke   |                      |
| 2019                                                         | Adda passà remix (Livio Cori feat. CoCo) | —           | /              |                      |
| 2020                                                         | Contro (Tropico feat. CoCo) | —           | /              |                      |
| 2020                                                         | Scale mobili (Peppe Soks feat. CoCo) | —           | /              |                      |
| 2020                                                         | Buongiorno (Gigi D'Alessio feat. Vale Lambo, MV Killa, CoCo, LDA, Enzo Dong, Franco Ricciardi, Lele Blade, Clementino, Geolier e Samurai Jay) | 44          | - ITA: Platino | Buongiorno           |
| 2020                                                         | Roma (Vale Lambo feat. CoCo e Nayt) | —           |                | Come il mare         |
| 2021                                                         | Mc Donald (Nero feat. CoCo) | —           | /              |                      |
| 2022                                                         | Rubrica (Shadaloo feat. CoCo) | —           | /              |                      |
| 2022                                                         | Marekiaro (Voga feat. CoCo e Geeno) | —           | /              |                      |
| 2022                                                         | Mille volte (Plug feat. CoCo) | —           | /              |                      |
| "—" indica una pubblicazione non classificata in quel paese. | |             |                |                      |

## Altri brani entrati in classifica
| Anno | Titolo                    | Classifiche | Album di provenienza |
| Anno | Titolo                    | ITA         | Album di provenienza |
| ---- | ------------------------- | ----------- | -------------------- |
| 2024 | Video hot (feat. Geolier) | 22          | Mai più forse        |

## Collaborazioni
| Anno                                                         | Titolo                                                                     | Classifiche | Certificazioni                         | Album di provenienza  |
| Anno                                                         | Titolo                                                                     | ITA         | Certificazioni                         | Album di provenienza  |
| ------------------------------------------------------------ | -------------------------------------------------------------------------- | ----------- | -------------------------------------- | --------------------- |
| 2016                                                         | La tua ora (Izi feat. CoCo)                                                | —           |                                        | Fenice                |
| 2016                                                         | Cos'hai da dire (Luchè feat. CoCo)                                         | —           | Malammore                              |                       |
| 2016                                                         | Fin qui (Luchè feat. CoCo)                                                 | —           | Malammore                              |                       |
| 2017                                                         | Come me (Fuossera feat. CoCo e Alex The Bug)                               | —           | Demodè                                 |                       |
| 2017                                                         | Equilibrio (The Night Skinny feat. Mecna e CoCo)                           | —           | Pezzi                                  |                       |
| 2018                                                         | Tutto viene prima (D-Ross feat. CoCo)                                      | —           | Large                                  |                       |
| 2018                                                         | Io (Vale Lambo feat. CoCo)                                                 | —           | Angelo                                 |                       |
| 2018                                                         | Friends (Lele Blade feat. CoCo)                                            | —           | Ninja Gaiden                           |                       |
| 2019                                                         | 10 anni fa (Luchè feat. CoCo)                                              | —           | Potere                                 |                       |
| 2019                                                         | Lo sai chi sono (Luchè feat. CoCo)                                         | —           | Potere                                 |                       |
| 2019                                                         | I Love You (MV Killa feat. CoCo)                                           | —           | Giovane killer                         |                       |
| 2019                                                         | Life Style (The Night Skinny feat. Vale Lambo, Lele Blade, CoCo e Geolier) | —           | Mattoni                                |                       |
| 2019                                                         | Si baciano tutti (Mecna e Sick Luke feat. CoCo)                            | —           | - ITA: Oro                             | Neverland             |
| 2020                                                         | OuhOuhOuh (Lord Esperanza feat. CoCo)                                      | —           |                                        | Dans ta ville - Ep. 2 |
| 2020                                                         | Nel mio disordine (Shadaloo feat. CoCo)                                    | —           | Nel mio disordine                      |                       |
| 2020                                                         | Fragile (Sina feat. CoCo)                                                  | —           | My Love Lockdown (Midnight Sun)        |                       |
| 2020                                                         | Mezz'ora fa (Gigi D'Alessio feat. CoCo)                                    | —           | Buongiorno                             |                       |
| 2020                                                         | Overdose (MV Killa e Yung Snapp feat. CoCo)                                | —           | Hours                                  |                       |
| 2021                                                         | Non ho tempo (O'Iank feat. CoCo)                                           | —           | Und1c1                                 |                       |
| 2021                                                         | Luna Park (3lobit e Deleterio feat. CoCo)                                  | —           | Autumn in Milan                        |                       |
| 2021                                                         | Meza bucia (Gigi D'Alessio feat. CoCo)                                     | —           | Buongiorno (Special Edition 2021)      |                       |
| 2021                                                         | Guadalupe (Briga feat. CoCo)                                               | —           | Lunga vita                             |                       |
| 2021                                                         | For You (Mecna feat. CoCo)                                                 | —           | Mentre nessuno guarda (Deluxe Edition) |                       |
| 2021                                                         | Tranquillo 2021 (Sottotono feat. CoCo e Luchè)                             | —           | Originali                              |                       |
| 2022                                                         | Camel e malinconia (Sick Luke feat. Psicologi e CoCo)                      | 32          | X2                                     |                       |
| 2022                                                         | No Love (Luchè feat. CoCo)                                                 | 31          | Dove volano le aquile                  |                       |
| 2022                                                         | Karma (Luchè feat. CoCo)                                                   | 68          | Dove volano le aquile                  |                       |
| 2022                                                         | Sparami (The Night Skinny feat. Ariete, Ernia e CoCo)                      | —           | Botox                                  |                       |
| 2023                                                         | Non siamo uguali (Luchè feat. CoCo)                                        | 57          | Dove volano le aquile                  |                       |
| 2023                                                         | Solo (Yung Snapp feat. CoCo)                                               | —           | Hotel Montana                          |                       |
| "—" indica una pubblicazione non classificata in quel paese. |                                                                            |             |                                        |                       |